# Михаило Увалин
Михаило Увалин (12. август 1971) је српски кошаркашки тренер.

## Биографија
Увалин је радио са јуниорима Црвене звезде а у неколико наврата је био и асистент у првом тиму.
Самостално је водио македонски Жито Вардар, Инзбрук, белгијски Остенде (освојио титулу и суперкуп), Мега Исхрану и пољски Полпак.
У лето 2010. постављен је за тренера Црвене звезде али није успео да се задржи до краја сезоне јер је добио отказ већ у марту 2011.
Од јануара 2012. тренер је пољског клуба Зјелона Гора. Са њима је освојио пољско првенство у сезони 2012/13.